# Всеволожский, Александр Всеволодович (1862)
Александр Всеволодович Всеволожский (13 (25) февраля 1862 — 1919) — помещик, владелец усадьбы Александрово, совладелец Пожевских железоделательных заводов.

## Биография
Родился 13 февраля 1862 года. Принадлежал к младшей ветви дворянского рода Всеволожских. Отец — Всеволод Александрович Всеволожский (1822—1888), отставной поручик, совладелец Пожевских железоделательных заводов. Мать — правнучка полководца А. В. Суворова Лидия Александровна Талызина (1833—1891). Дед — полный тёзка Всеволожский, Александр Всеволодович (1793—1864) — любитель театра и литературы, член литературно-политического общества «Зелёная лампа».
Жил в Москве и на Урале. С 1888 года и до продажи в 1900 году князю С. Е. Львову — совладелец Пожевских железоделательных заводов.
С 1900 по1909 год владел в Москве особняком по адресу улица Остоженка, дом № 49, строение 1.
Был очень богат. По данным 1900 года ему принадлежало имение Сеткино и 140 га земли в Московском уезде, а также имение Александрово, близ современного Клязьменского водохранилища.
В конце XIX века Александр Всеволодович приобрёл имение Троицкое-Шереметьево, перестроил усадьбу и переименовал его в Александрово. Всеволожский занимался обустройством Александрова с целью превратить усадебный дом в музейно-архитектурный ансамбль. Интерьеры были оформлены в стиле ампир, обстановка каждой комнаты от стен до обивки мебели была выдержана в определенном цвете. Однако наибольшую ценность усадьбы представляла коллекция художественных произведений — в первую очередь галерея портретов представителей дворянского рода Всеволожских, среди которых особое место занимали портреты Всеволода Андреевича Всеволожского и его сына Никиты Всеволодовича Всеволожских кисти английского художника Джорджа Доу.
Умер в 1919 году. Похоронен в Москве на кладбище Новодевичьего монастыря.

## Семья
Был холост, детей не было.

## Иллюстрации

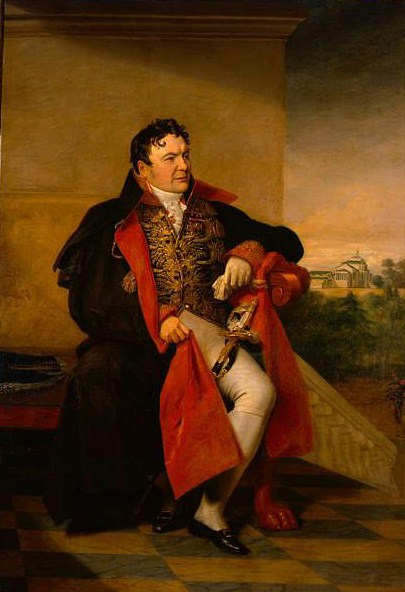
Портрет В. А. Всеволожского
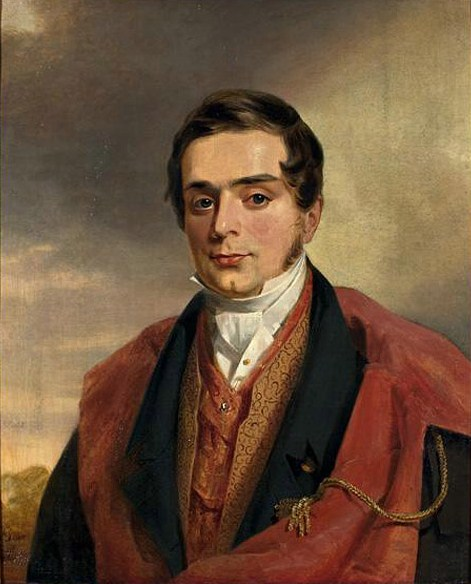
Портрет Н. В. Всеволожского
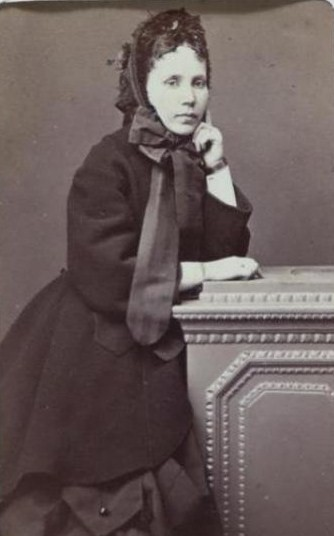
Л. А. Талызина. Фото 1860-х годов